# ماريا أنطونيا بيريرا
ماريا أنطونيا بيريرا (بالإسبانية: María Antonia Pereira do Campo)‏ هي راهبة إسبانية، ولدت في 5 أكتوبر 1700 في Cuntis, Cuntis ‏ في إسبانيا، وتوفيت في 10 مارس 1760 في سانتياغو دي كومبوستيلا في إسبانيا.